# Thanaphat Kamjhonkiadtikun
Thanaphat Kamjhonkiadtikun (thailändisch ธนภัทร กำจรเกียรติกุล, * 18. Januar 2004) ist ein thailändischer Fußballspieler.

## Karriere
Thanaphat Kamjhonkiadtikun erlernte das Fußballspielen in der Jugendmannschaft des Ratchaburi FC. Hier unterschrieb er im August 2022 auch seinen ersten Vertrag. Der Verein aus Ratchaburi spielt in der ersten Liga, der Thai League. Sein Erstligadebüt gab Thanaphat Kamjhonkiadtikun am 8. Oktober 2022 (8. Spieltag) im Auswärtsspiel gegen den Aufsteiger Sukhothai FC. Hier wurde er bei der Auswärtsniederlage in der 83. Minute für Sittichok Kannoo eingewechselt. In seiner ersten Saison bestritt er zweit Erstligaspiele und ein Pokalspiel. Nach einer Spielzeit wechselte er im Sommer 2023 zum Drittligisten Hua Hin City FC. Mit dem Verein aus Hua Hin spielte er dreimal in der Western Region der Liga. Nach der Hinserie wurde sein Vertrag im Januar 2024 nicht verlängert.